# رون روذرفورد
رون روذرفورد (بالإنجليزية: Ron Rutherford)‏ هو لاعب كرة قدم أسترالية أسترالي، ولد في 15 يونيو 1906، وتوفي في 2 أكتوبر 1986.

## وصلات خارجية
- رون روذرفورد على موقع AustralianFootball.com (الإنجليزية)
- رون روذرفورد على موقع AFLtables.com (الإنجليزية)